# Лудек Поєзний
Лудек Поєзний (Luděk Pojezný, 7 березня 1937) — чехословацький академічний веслувальник.
Бронзовий призер Олімпійських Ігор 1960, 1964 років у складі вісімки.
Срібний призер Чемпіонату Європи 1959 року в складі вісімки, бронзовий призер 1963 року в складі вісімки.